# Roquecor
Roquecor – miejscowość i gmina we Francji, w regionie Oksytania, w departamencie Tarn i Garonna.
Według danych na rok 1990 gminę zamieszkiwało 440 osób, a gęstość zaludnienia wynosiła 21 osób/km² (wśród 3020 gmin regionu Midi-Pireneje Roquecor plasuje się na 638. miejscu pod względem liczby ludności, natomiast pod względem powierzchni na miejscu 532.).